# Tabela odvodov
Odvod je osnovna operacija infinitezimalnega računa. Spodaj so navedena najpomembnejša pravila za odvajanje.

### Pravila za sestavljanje funkcije
| funkcija                      | odvod                                                      | opombe                                  |
| ----------------------------- | ---------------------------------------------------------- | --------------------------------------- |
| {\displaystyle f\pm g}        | {\displaystyle f'\pm g'}                                   |                                         |
| {\displaystyle c\cdot f}      | {\displaystyle c\cdot f'}                                  | c je konstanta                          |
| {\displaystyle f\cdot g}      | {\displaystyle f'\cdot g+f\cdot g'}                        | odvod produkta                          |
| {\displaystyle {f \over g}}   | {\displaystyle {{f'\cdot g-f\cdot g'} \over g^{2}}}        | {\displaystyle g\neq 0} odvod kvocienta |
| {\displaystyle f\circ g=f(g)} | {\displaystyle (f^{\prime }\circ g)\cdot g'=f'(g)\cdot g'} |                                         |

### Odvodi elementarnih funkcij
| Funkcija                                                                               | Odvod                                                                             | Opombe                                                        |
| -------------------------------------------------------------------------------------- | --------------------------------------------------------------------------------- | ------------------------------------------------------------- |
| {\displaystyle c\!\,}                                                                  | {\displaystyle 0\!\,}                                                             | {\displaystyle c\in \mathbb {R} }                             |
| {\displaystyle x\!\,}                                                                  | {\displaystyle 1\!\,}                                                             |                                                               |
| {\displaystyle x^{n}\!\,}                                                              | {\displaystyle nx^{n-1}\!\,}                                                      | {\displaystyle n\in \mathbb {R} }                             |
| {\displaystyle 1 \over x}                                                              | {\displaystyle -{1 \over x^{2}}}                                                  | {\displaystyle x\neq 0\!\,}                                   |
| {\displaystyle 1 \over x^{2}}                                                          | {\displaystyle -{2 \over x^{3}}}                                                  | {\displaystyle x\neq 0\!\,}                                   |
| {\displaystyle {\sqrt {x}}}                                                            | {\displaystyle 1 \over 2{\sqrt {x}}}                                              | {\displaystyle x>0\!\,}                                       |
| {\displaystyle {\sqrt[{n}]{x}}}                                                        | {\displaystyle 1 \over n{\sqrt[{n}]{x^{n-1}}}}                                    | {\displaystyle x>0\!\,}                                       |
| {\displaystyle \sin x\!\,}                                                             | {\displaystyle \cos x\!\,}                                                        |                                                               |
| {\displaystyle \sin(ax)}                                                               | {\displaystyle a\cos(ax)}                                                         |                                                               |
| {\displaystyle \cos x\!\,}                                                             | {\displaystyle -\sin x\!\,}                                                       |                                                               |
| {\displaystyle \cos(ax)}                                                               | {\displaystyle -a\sin(ax)}                                                        |                                                               |
| {\displaystyle \tan x}                                                                 | {\displaystyle 1 \over \cos ^{2}x}                                                | {\displaystyle x\neq {\pi \over 2}+k\pi ,\;k\in \mathbb {Z} } |
| {\displaystyle \cot x}                                                                 | {\displaystyle -{1 \over \sin ^{2}x}}                                             | {\displaystyle x\neq k\pi ,\;k\in \mathbb {Z} }               |
| {\displaystyle e^{x}\!\,}                                                              | {\displaystyle e^{x}\!\,}                                                         |                                                               |
| {\displaystyle e^{k}\!\,^{x}}                                                          | {\displaystyle ke^{k}\!\,^{x}}                                                    |                                                               |
| {\displaystyle a^{x}\!\,}                                                              | {\displaystyle a^{x}\ln a\!\,}                                                    | {\displaystyle a>0\!\,}                                       |
| {\displaystyle x^{x}\!\,}                                                              | {\displaystyle x^{x}(1+\ln x)\!\,}                                                | {\displaystyle x>0\!\,}                                       |
| {\displaystyle \ln x\!\,}                                                              | {\displaystyle 1 \over x}                                                         | {\displaystyle x>0\!\,}                                       |
| {\displaystyle \log _{a}x\!\,}                                                         | {\displaystyle 1 \over x\ln a}                                                    | {\displaystyle a>0,~~x>0\!\,}                                 |
| {\displaystyle \arcsin x}                                                              | {\displaystyle 1 \over {\sqrt {1-x^{2}}}}                                         | {\displaystyle \|x\|<1\!\,}                                   |
| {\displaystyle \arccos x}                                                              | {\displaystyle -{1 \over {\sqrt {1-x^{2}}}}}                                      | {\displaystyle \|x\|<1\!\,}                                   |
| {\displaystyle \arctan x}                                                              | {\displaystyle 1 \over 1+x^{2}}                                                   |                                                               |
| {\displaystyle \operatorname {arccot} x}                                               | {\displaystyle -{1 \over 1+x^{2}}}                                                |                                                               |
| {\displaystyle \operatorname {sh} x={{e^{x}-e^{-x}} \over 2}}                          | {\displaystyle \operatorname {ch} x={{e^{x}+e^{-x}} \over 2}}                     |                                                               |
| {\displaystyle \operatorname {ch} x={{e^{x}+e^{-x}} \over 2}}                          | {\displaystyle \operatorname {sh} x={{e^{x}-e^{-x}} \over 2}}                     |                                                               |
| {\displaystyle \operatorname {th} x={\operatorname {sh} x \over \operatorname {ch} x}} | {\displaystyle {1 \over \operatorname {ch} ^{2}x}={4 \over ({e^{x}+e^{-x}})^{2}}} |                                                               |
| {\displaystyle \operatorname {arth} x={1 \over 2}\ln {1+x \over 1-x}}                  | {\displaystyle 1 \over 1-x^{2}}                                                   | {\displaystyle \|x\|<1\!\,}                                   |
| {\displaystyle \ln(x+{\sqrt {x^{2}\pm a^{2}}})}                                        | {\displaystyle 1 \over {\sqrt {x^{2}\pm a^{2}}}}                                  |                                                               |